# Rodrigo de Dueñas
Rodrigo de Dueñas Hormaza (-m. 16 de enero de 1558), comerciante y banquero de Medina del Campo, se convertiría en uno de los más importantes banqueros españoles durante el reinado de Carlos V. Logró constituir uno de los patrimonios más sólidos de Medina del Campo y posiblemente de España, enlazando sus descendientes con la Casa de Castilla a través de Doña Mariana Beltrán (descendiente de Pedro I el Cruel) esposa de su primogénito Francisco de Dueñas Hormaza, su hija Elena de Hormaza y Dueñas casó con el III Señor de La Vega, Juan Dávila de la Vega.

## Orígenes
Natural de Medina del Campo donde pudo nacer en torno a 1505.
Padres. Francisco de Dueñas (mercader) y Catalina de Portocarrero Lizarazu.
Hermana. Helena de Dueñas Hormaza, casada con Francisco Davila,  ( padres de Elvira  )
Tíos. Antonio de Dueñas. Cristóbal de Dueñas, se traslada a Astorga, casado con Catalina de Portillo y padres de Melchor de Dueñas, Antonio de Hormaza (visitador de la Catedral de Astorga) Cristóbal y Juan de Hormaza. Catalina de Dueñas (casada con Felipe de Lizarazu). Y posiblemente Jerónima de Dueñas Hormaza (casada con Cristóbal Martínez).
Abuelo.  Rodrigo de Dueñas Hormaza (el viejo) y Helena de Agüero. Este era natural de la localidad de Dueñas (Palencia), trasladándose a Medina donde fue alcalde de hijosdalgo, participó en las guerras de Granada, fue mercader y vivió en la calle de Santiago.
Bisabuelo, Juan de Hormaza, hidalgo de la localidad de Dueñas (Palencia).

## Biografía
Tuvo que enfrentar duras oposiciones e intrigas en la corte como las del Fiscal del Consejo Bustamante y Suárez de Carvajal. Apoyó las acciones de Francisco de los Cobos y fortaleciendo sus vínculos con banqueros genoveses y alemanes, se convirtió en el banquero castellano que contribuyera en mayor medida las exhaustas arcas carolinas. En 1543 contribuyó con 165.000 ducados a las guerras del emperador en Alemania y alrededor de 210.000 ducados para Flandes.
Se hizo con el monopolio de la venta de naipes en el reino de Castilla, que fue concedido por un período de diez años a Rodrigo de Dueñas que adquiría las barajas a un precio reglamentado y estaba autorizado a venderlas por un precio superior a cambio de una contribución establecida en 1.300.000 maravedís, que se emplearon en reforzar las fronteras del norte de la Península, sufragando las fortificaciones de San Sebastián y Fuenterrabía. Acabado el arrendamiento, el monopolio pasó al genovés Agustín Spínola por 300.000 ducados anuales durante un período de seis años. Además incursionó en el comercio de esclavos a Santo Domingo como representante de Guesler (uno de los más importantes esclavistas de la época).
En 1553 durante la regencia de Felipe II fue nombrado Consejero de Hacienda y comisario general de la cruzada. Fundó el Mayorazgo de Dueñas el 13 de enero de 1553, adquirió el señorío de Tórtoles de Esgueva al Monasterio de Santa María la Real, que posteriormente fue anulado, y vinculó al antedicho mayorazgo la regiduría acrecentada de Medina del Campo (27 de marzo de 1557). El Mayorazgo incluía los Señoríos de Hornillos y La Nava. Su hijo Francisco añadiría posteriormente el señorío de Bayona al patrimonio familiar. En 1553 compró en Valladolid la casa del banquero Hernando de Ochoa, posteriormente conocida como la Casa de los Gallo, en la que actualmente funciona el Hotel Imperial de Valladolid. Inició la construcción de la Casa Blanca, que posteriormente fuese habilitada y enriquecida por Doña Blanca de Estrada, esposa de uno de sus descendientes. De igual modo, Don Rodrigo enriqueció el Palacio de los Dueñas en Medina del Campo, casa palaciega construida por el Doctor Ventura Beltrán y que pasaría al patrimonio del mayorazgo de Dueñas gracias al matrimonio de Francisco de Dueñas Hormaza, primogénito de Don Rodrigo, con la hija única del Doctor Beltrán, fusionándose así los dos mayorazgos. En dicho palacio en 1556, el emperador Carlos V en su viaje a Yuste sería huésped de Don Rodrigo y durante el cual, en circunstancias aún no esclarecidas, perdió el favor real. A pesar de las acusaciones de judería, tanto Carlos V como Felipe II en sus respectivos epistolarios se refieren a Don Rodrigo como Hidalgo reconociendo posteriormente la condición de hidalguía a un número importante de sus descendientes, entre ellos Frey Don José de Dueñas y Verretera, bailío de la Soberana Orden de Malta. Casado con Cathalina Cuadrado, procreó a Francisco, Elena, Bernardo (o Bernardino), Mateo, Gaspar y Gabriel, posiblemente a José. Elena, Bernardo (o Bernardino), Mateo, Gaspar y Gabriel abrazaron la vida religiosa, los varones en la Compañía de Jesús. Testó en 1558 donde dispuso el uso de una tercera parte de sus bienes para obras espirituales, entre las que se destaca el Monasterio de Santa María Magdalena en Medina del Campo

## Mecenazgo
En Medina del Campo en 1551 fundó el Convento de la Penitencia o el Monasterio de las recogidas, posteriormente denominado Santa María Magdalena, que destacan en su interior unas extraordinarias pinturas murales que recorren la zona de la cabecera y un interesante retablo de Esteban Jordán. Adscrito al convento y a cargo de las madres Agustinas funda un colegio para niños pobres donde recibiría educación Juan de Yepes (San Juan de la Cruz).
Fundó el Colegio de la Compañía de Jesús en Medina del Campo en 1551 y donó casa y el solar donde se construiría la iglesia de la Compañía de Jesús, como la Iglesia de Santiago el Real fundada por San Francisco de Borja (julio de 1553) bajo el auspicio de Dueñas y de Manuel Cuadrado (pariente de su esposa). El diseño es obra del importante arquitecto Fray Bartolomé de Bustamante, abriéndose al culto diez años más tarde. Del antiguo conjunto colegial solo se conserva la iglesia.